# 마스타 우
마스타 우 (MASTA WU, 본명: 우진원, 1978년 10월 25일 ~ )는 대한민국의 래퍼이다. 2008년에는 디지털 마스터와 함께 팀 YMGA를 결성하여 활동하였다.

## 바이오그래피

### 데뷔 전과 이현도 사단 합류
서울에서 태어난 마스타 우는 어릴 때 미국 뉴저지로 건너가 학창시절을 보냈다. 그곳에서 중학생 시절 디지털 마스터(Digital Masta)와 친구였던 그는, 고등학교에 올라와서 후에 1TYM의 멤버가 된 테디와 만나게 되었다. 셋은 SDT, 즉 South Dream Team이라는 팀을 결성하여 활동하였다. 1998년 즈음 디지털 마스터는 스타덤, 테디는 YG 엔터테인먼트에 픽업이 되었으며 마스타 우는 이현도의 눈에 띄어 이현도 사단에 합류하였다. 그는 Ginnwon(진원)이란 이름으로 이현도의 《완전힙합》 앨범에 참여하게 되고, 이 앨범은 2000년 2월 발표되었다. 아이러니하게도, 이 앨범이 발매되기 직전, 마스타 우는 이현도 사단에서 방출되었다는 소문이 돌았으며, 실제로 이현도가 타이틀곡 〈삐에로〉의 진원의 피쳐링까지 디베이스의 제드로 바꾸면서 진원의 방출을 확실시하였다. 하지만 나머지 곡의 피쳐링들은 미처 바꾸지 못하고 그대로 앨범이 나오게 되었다. 방출의 원인은 아직까지 알려져있지 않다.

### YG합류 및 활동
소속이 없어진 진원은 처음에는 디지털 마스터가 속해있던 스타덤으로 갔으나 이현도와의 마찰을 생각한 조PD에 의해 거절당하고, 결국 2000년 테디가 있는 YG 엔터테인먼트에 들어가게 되었다. 이때 그는 이름을 마스타 우로 바꾸었으며, 지누션의 3집에 참여하고 서태지의 컴백 공연에 객원 래퍼로 등장하는 것으로 첫 활동을 개시하였다. 이후로도 그는 페리와 YG 패밀리 단체 앨범 등에 참여하면서 활발한 활동을 보였다.
YG 패밀리 2집에 Sweet Love를 수록하면서 솔로곡을 처음으로 발표한 그는, 2003년 6월 〈문제아〉를 타이틀곡으로 한 첫 앨범을 발표하였다. 이 앨범은 비트도 대부분 그의 프로듀싱으로 이루어졌는데, 예상보다 약한 힘을 보여주는 트랙들에 많은 팬들이 실망을 하였고, 그해 힙합플레이야 시상식에서 "가장 아쉬운 앨범"에 뽑히는 불명예를 얻었다. 1집 활동을 마무리한 그는, 휘성 앨범 참여 등의 여러 피쳐링 활동과 더불어 다시 2집 작업에 착수하고, 이번에는 비트를 외부 프로듀서에게 받고 자신은 랩에 더욱 집중하는 식으로 작업이 이루어졌다. 그리고 2007년 3월 두 번째 앨범을 발표하였으며, 지누와 레드락과 함께 〈Don't Stop〉을 타이틀곡으로 하여서 활동하였다.
2집 활동을 접은 후에도 그는 피쳐링 활동을 이어나갔으며, 그의 뮤직비디오를 통해 오랜만에 모습을 드러낸 디지털 마스터와 YMGA라는 팀을 결성했음이 밝혀졌다. YMGA는 엄정화의 9집에 참여하였으며, 2008년 10월 《Made in R.O.K.》라는 제목의 앨범으로 활동하였다.

### YMGA이후
YMGA의 활동을 마무리 지은 후 마스타 우의 활동은 잠잠해져 피쳐링에서도 그의 목소리를 듣기 어려웠다. 이에 따라 팬들은 그가 음악을 그만뒀거나 YG를 떠났다는 등의 추측을 내놓았다. 그가 다시 모습을 드러낸 것은 2012년으로, 비스트의〈아름다운 밤이야〉, 서인영의〈Let's Dance〉의 작사가로 참여하였으며, K팝스타 준우승 후 YG에 합류한 것으로 잘 알려진 이하이의 데뷔 싱글 작사에도 참여했음이 알려졌다. 그에 앞서, 마스타 우는 엠넷 아메리카의 프로그램 Danny from LA에 출연하였으며, 현재 천천히 앨범 제작 중이며 내년 쯤에 나올 것으로 예상한다고 밝혔다.
2013년 11월 20일 마스타 우는 자신의 트위터 및 사운드클라우드 계정을 통해 Swings와 함께 한 신곡 What's UP을 공개하였다. 이를 시작으로 그는 일주일 내외의 간격을 두고 신곡을 한 곡 씩 공개하여 팬들에게 그의 컴백을 기대하게 만들었다.
또한, 2014년 7월부터 엠넷의 힙합 오디션 프로그램인 쇼미더머니 3의 심사위원 자격으로 타블로와 함께 출연한다.
대표곡: Sweet Love, 문제아, White, Don't Stop, Everything's All Rite

## 디스코그래피

### 앨범
- 2003년 정규 앨범 Masta Peace
- 2007년 정규 앨범 Mass Wu pt.2
- 2008 Made In R.O.K (와 YMGA, Digital Masta)

### 무료 공개곡
- 2013년 What's UP
- 2013년 〈이리 와봐 (Come Here)〉[8]
- 2013년 L.I.F.E.

## 싱글 및 노래
| 연도   | 제목                                      | 최고 차트 순위 | 최고 차트 순위 | 판매량 (디지털) | 앨범   |        |
| 연도   | 제목                                      | 한국           | 일본           | 판매량 (디지털) | 앨범   |        |
| 한국어 | 한국어                                    | 한국어         | 한국어         | 한국어          | 한국어 | 한국어 |
| ------ | ----------------------------------------- | -------------- | -------------- | --------------- | ------ | ------ |
| 2014   | 이리 와봐 (Come Here) (feat. 도끼, BOBBY) | 8              | -              | 169,275+        |        |        |

### 리얼리티 쇼 출연
| 연도 | 이름         | 채널 |
| ---- | ------------ | ---- |
| 2014 | 쇼미더머니 3 | Mnet |
| 2014 | MIX&MATCH    | Mnet |

## 디스

### 이현도와의 불화
2000년 초 마스타 우가 이현도 사단에서 방출된 데에 대해서는 여러 소문들이 있는데 그 중에 하나로 이현도가 마스타 우의 음악관과 맞지 않는 디베이스에 끼워 강제로 데뷔하려고 했고, 이 과정에서 충돌이 생겼다는 설, 그리고 또 하나는 마스타 우가 대마초를 피웠으며, 이를 참지 못하고 이현도가 방출시켰다는 설 등이 있다. 이후 마스타 우는 힙합 매거진 바운스에서 이현도를 가리켜 “내 피는 너와 다르게 젊다”라는 언급을 하였는데, 이에 대해 윤희중의 WHAT!!의 이현도 가사가 반격 디스라는 설이 매우 유력하다.
이 사건은 양현석에게 영향을 미쳐 이현도와 양현석의 사이가 초반에는 좋지 않았다고 하나, 시간이 지나면서 앙금이 풀려 현재는 이현도가 YG를 위해 비트를 제공하는 등의 친분을 맺고 있다.

### 무브먼트와 주석을 향한 디스
2006년 말, 인터넷 힙합 커뮤니티 DC트라이브를 통해 〈Move Man〉이라는 곡이 공개되었다. 공개한 사람은 그 사이트의 운영자로, 개인적인 경로로 얻었다고 하면서 밖으로 유출하지 말 것을 당부하였다. 하지만 며칠이 지나 결국 이 곡은 유출되었고, 신문에서도 이 사건을 다루었다. 〈Move Man〉의 1, 2절은 드렁큰 타이거를 중심으로 무브먼트 크루를, 3절은 주석을 욕하고 있다. 마스타 우는 신문을 통해 이는 2004년에 만든 노래이고, 자신도 모르는 경로로 2년이 지나 퍼진 것이라고 밝혔으나, 노래 가사 내용 (특히 3절)이 2004년 이후의 것들도 다루고 있어 누리꾼들 사이에서 논란을 야기했다. 또 마스타 우는 드렁큰 타이거가 이 곡을 만들어진 당시에 이미 들었으며 자신과 만나 이미 화해를 하였다고 밝혔다.

### Ex-plicit Linez로부터의 디스
무브먼트의 해외파 래퍼인 ‘Ex-Plicit Linez’는 2005년 미국에서 믹스테입을 발표하였는데, 수록곡 중 〈Problem Child〉가 타블로와 마스타 우를 디스한 것이라 큰 이슈가 되었다. 1절에서는 타블로, 2절에서는 마스타 우를 중심으로 YG 패밀리를 욕하고 있는데, 마스타 우를 디스한 이유로 그가 무브먼트를 먼저 디스했다는 얘기를 하고 있다. 이 곡이 처음 퍼질 당시에도 그게 어떤 곡을 얘기하는 것인지 사람들은 몰랐으나, 〈Move Man〉이 퍼지면서 뒷 배경이 알려지게 되었다.

## 이름
- GinWonn (진원)은 그가 가장 처음으로 썼던 이름으로, 본명에서 나온 것이다. YG 엔터테인먼트에 합류하기 전까지 이 이름을 사용하였다.
- Masta Wu (마스타 우)는 그가 YG 엔터테인먼트 합류 후 사용한 이름으로, 본명과 "master"를 결합한 것으로 보인다.
- 4Realz (포리얼즈)는 그가 작사가 활동을 하면서 처음으로 사용하기 시작한 예명이다.